# Бабчук Юрій
Бабчук Юрій — лірник і мистецький керівник ансамблю «Кобзарське братство» (Болтон, Англія), родом з Манчестера.
Сам змайстрував собі ліру і навчився на ній грати. Бувши керівником українського ансамблю «Кобзарське братство» в англійському місті Болтон, ввів в ансамбль поруч з бандурою ліру й цимбали.